# Little Honda
«Little Honda» es una canción escrita por Brian Wilson y Mike Love, y grabada por su banda The Beach Boys. Apareció en All Summer Long de 1964. También fue ditada en el EP Four By The Beach Boys. El título de la canción está inspirado en la motocicleta Honda, y su felicidad de manejo.
Varias bandas realizaron sus grabaciones de "Little Honda" como The Hondells, cuya canción llegó al puesto n.º 9 en el Billboard, y también más tarde fue grabada por Jan & Dean y Yo La Tengo.
En el extranjero llegó al n.º 1 en Suecia, n.º 8 en Noruega en 1965, n.º 15 en Canadá, en el RPM Chart, y en el n.º 44 en Alemania.

## Versiones
- Yo La Tengo, I Can Hear the Heart Beating as One (1997)
- The Queers, Bubblegum Dreams 7" (1996), Lookout!
- Expulsados, Altoparlantes (2003)
- Travoltas, Party! (2003)